# Terry Bogard
Pour les articles homonymes, voir Bogard.
Terence "Terry" Bogard (テリー・ボガード, Terī Bogādo) est un personnage de jeu vidéo de la série Fatal Fury créé par SNK en 1991. Figure centrale de la série, il est l'un des personnages les plus populaires des jeux de combats en 2D. Présent dans tous les épisodes de Fatal Fury, il est aussi un personnage récurrent de la série crossover The King of Fighters,.

## Conception
Dans la plupart des jeux Fatal Fury et The King of Fighters, Terry Bogard porte un gilet en denim rouge sans manches avec une étoile blanche dans le dos, portée sur un t-shirt blanc coupé. Dans le premier jeu Fatal Fury et The King of Fighters XIV, il porte une veste en cuir rouge à manches retroussées. Il porte également des gants noirs sans doigts, un jean bleu et une paire de chaussures Chuck Taylor All Star rouge ainsi qu'une casquette de baseball rouge et blanche. Le personnage est dessiné avec de longs cheveux blonds, attachés avec une queue-de-cheval et des franges autour du front et des joues.
Lors de l'annonce de la série de jeux The King of Fighters, Terry Bogard a rapidement été ajouté à la franchise par le personnel de la société SNK, qui a noté que « sa popularité a grimpé en flèche ! ». Son développement a été supervisé par de nombreux designers qui « s'inquiétaient de divers aspects du personnage. ». L'équipe ajoute que le jeu a été créé avec l'idée d'avoir Terry Bogard se battant contre Ryo Sakazaki, le personnage principal de la série Art of Fighting. Le protagoniste Kyo Kusanagi, a notamment été créé avec cette approche.
Dans Garou: Mark of the Wolves, le design de Terry est modifié et sa tenue vestimentaire est composée d'un blouson d'aviateur de couleur marron avec une étoile blanche sur le dos et les inscriptions Running Wild en dessous, d'un t-shirt blanc et des gants noirs sans doigts, un jean bleu et des chaussures marron. Ses cheveux ont diminué en longueur et sont détachés. Ce nouveau design, qualifié de « cool » par l'équipe SNK, fût créé parce qu'ils pensaient que le look précédent de Terry était devenu obsolète. Jusque The King of Fighters 2002: Challenge to Ultimate Battle, tous les principaux jeux de la série The King of Fighters présentaient Terry dans sa tenue de Fatal Fury 2. Dans The King of Fighters 2003 et The King of Fighters XI, Terry est représenté avec son design de Garou: Mark of the Wolves,. Dans The King of Fighters XII et XIII, Terry revient avec son design d'origine,.
Durant la réalisation de SNK Heroines: Tag Team Frenzy, le personnel de chez SNK fait la remarque que Terry est l'un des personnages les plus populaires de l'entreprise, par conséquent, son inclusion dans le jeu était nécessaire même s'il devait être présenté en tant que combattant féminin. Lors du développement du jeu, Terry devait garder sa voix masculine mais dans le corps d'une femme, le concepteur sonore Mayuko Hino, trouva le résultat grossier. SNK décide alors de trouver une voix féminine pour Terry, mais le choix de l'actrice a également été difficile pour l'équipe. Chiaki Takahashi est choisie par SNK pour doubler la voix de Terry dans sa version originale.

## Apparitions
Terry est le personnage principal de série Fatal Fury depuis ses débuts dans le premier jeu. Le premier Fatal Fury se concentre sur Terry et son frère Andy Bogard, qui participent au tournoi King of Fighters pour venger la mort de leur père, assassiné il y a dix ans par le chef de Southtown et également sponsor du tournoi, Geese Howard. Avec leur ami Joe Higashi, ils parviennent à vaincre Geese qui meurt en chutant d'une tour après avoir combattu l'un des trois personnages principaux. Les nombreuses suites de Fatal Fury mettent en vendette Terry et ses amis, qui participent à de nouveaux tournois. Dans Fatal Fury 2, Terry est confronté à un nouvel ennemi nommé Wolfgang Krauser, demi-frère de Geese Howard, qui a pour désir la conquête de Southtown.
Fatal Fury 3: Road to the Final Victory permettra d'étoffer la trame scénaristique vu qu'il n'y sera plus question de tournoi (la série The King of Fighters s'étant émancipée) mais d'une « quête » à la recherche de parchemins d'immortalité. Terry rencontrera de nouveaux adversaires dont Ryuji Yamazaki, sorte de yakuza excentrique sorti de prison. Il rencontrera également sa future petite amie, Blue Mary.
Real Bout Fatal Fury met fin à la rivalité entre Terry Bogard et Geese Howard, où Terry parvient à éliminer Geese à la fin du jeu. Deux suites à Real Bout sont produites, Real Bout Fatal Fury Special et Real Bout Fatal Fury 2: The Newcomers mettant en vedette Terry bien qu'aucun des deux jeux ne contienne un scénario,. Terry est présent également dans Fatal Fury: Wild Ambition, un épisode réalisé en 3D qui retranscrit l'intrigue du premier jeu.
Terry revient dans Garou: Mark of the Wolves, où dix années se sont écoulées depuis les événements de Fatal Fury 3: Road to the Final Victory. Durant ce temps, Terry s'est occupé et a entrainé le fils de Geese, Rock Howard. Terry et Rock participent ensuite à un nouveau tournoi de King of Fighters appelé Maximum Mayhem.
Après la sortie de Fatal Fury 2, Terry apparaît dans The King of Fighters '94, où il sert de leader dans l'équipe « Fatal Fury » aux côtés d'Andy Bogard et de Joe Higashi. La série The King of Fighters, conçue à l'origine comme un crossover des précédents franchises de la société SNK, a finalement établi sa propre continuité autonome, distincte de la précédente série Fatal Fury, et Terry est devenu un élément de base dans les deux franchises,. Bien que les membres de l'équipe « Fatal Fury » changent plusieurs fois au cours de la série, Terry demeure le leader de l'équipe.

### Autres apparitions
Terry Bogard ne devait à l'origine pas apparaître dans le jeu The King of Fighters '94, les dirigeants de SNK le trouvant dépassé. De l'opinion des fans, il demeurait cependant l'un des personnages les plus charismatiques et les plus appréciés. Bien que la place de « héros » revenu à Kyo Kusanagi et K', Terry a toujours conservé une place privilégiée dans la série depuis son introduction en 1994.
Terry Bogard apparaît aussi comme personnage principal dans les trois films d'animation Fatal Fury, et comme personnage secondaire dans le comics The King of Fighters créé par Andy Seto.
Il a fait quelques apparitions dans d'autres séries cross over entre Capcom, SNK et SNK Playmore : Capcom vs. SNK, Capcom vs. SNK 2: Millionnaire Fighting 2001 et SNK vs. Capcom: SVC Chaos. Dans ces cas, il est opposé à Ken Masters.
Terry Bogard apparaît en tant que contenu téléchargeable dans Super Smash Bros. Ultimate en novembre 2019.

### Apparitions dans les jeux
Saga Fatal Fury / Garou Densetsu
- Fatal Fury: King of Fighters
- Fatal Fury 2
- Fatal Fury Special
- Fatal Fury 3: Road to the Final Victory
- Real Bout Fatal Fury
- Real Bout Fatal Fury Special
- Real Bout Fatal Fury 2: The Newcomers
- Garou: Mark of the Wolves
- Fatal Fury: City of the Wolves

Saga The King of Fighters
- The King of Fighters '94
- The King of Fighters '95
- The King of Fighters '96
- The King of Fighters '97
- The King of Fighters '98: The Slugfest
- The King of Fighters R1
- The King of Fighters R2
- The King of Fighters '99: Millennium Battle
- The King of Fighters 2000
- The King of Fighters 2001
- The King of Fighters 2002
- The King of Fighters 2003
- The King of Fighters XI
- The King of Fighters XII
- The King of Fighters XIII
- The King of Fighters XIV
- The King of Fighters XV
- The King of Fighters Battle Paradise

Crossovers
- Capcom vs. SNK: Millennium Fight 2000
- Capcom vs. SNK: Millenium Fight 2000 - Pro
- Capcom vs. SNK 2: Mark of the Millennium 2001
- SNK vs Capcom Card Fighters Clash
- SNK vs Capcom Card Fighters Clash 2
- SNK vs Capcom: Match of the Millenium
- SNK vs. Capcom: SVC Chaos
- Neo Geo Battle Coliseum
- SNK vs Capcom: Card Fighters DS
- Super Smash Bros. Ultimate
- Street Fighter 6